# Lilly Ackermann
Lilly Ackermann (geboren als Willy Marie Schorer; * 27. September 1891 in Paris; † 5. Februar 1976) war eine deutsche Schauspielerin und Schauspiellehrerin.

## Leben
Willy Marie Schorer, genannt „Lilly“, war die uneheliche Tochter der Malerin Marie Schorer, die unter dem Künstlernamen Maria Slavona bekannt war, aus deren Beziehung mit dem dänischen Maler Vilhelm Petersen, der sich später Willy Gretor nannte und als Vorbild für Frank Wedekinds Marquis von Keith diente. Ihm ist auch Wedekinds Drama Erdgeist, „der Lulus erster Teil“, gewidmet. Nachdem ihre Mutter 1900 den Schweizer Kunsthändler Otto Ackermann geheiratet hatte, wurde Lilly von diesem adoptiert und nahm seinen Namen an.
Lilly Ackermann wuchs in Paris, Lübeck und Berlin auf. Sie wurde Schauspielerin und arbeitete vorwiegend an Berliner Theatern, beispielsweise 1919/20 an der Tribüne, wo sie in Ernst Tollers Die Wandlung an der Seite von Fritz Kortner spielte. Gelegentlich übersetzte sie auch für die Bühne und war journalistisch tätig. Später war sie Schauspiellehrerin. Sie leitete die Schauspielschule von Ernestine Münchheim (~1874–1934), das Ernestine-Münchheim-Studio Berlin. Nach deren Tod betrieb Ackermann ihre eigene Schauspielschule, die Ausbildungsanstalt für deutschen Bühnennachwuchs, zunächst in Charlottenburg in der Meinekestraße und ab 1937 in Wilmersdorf in der Xantener Straße.
Nach dem Zweiten Weltkrieg lehrte Ackermann als Professorin für Schauspiel an der Musikhochschule in Stuttgart.
Zu ihren Schülern gehörten in Berlin unter anderem Gisela Uhlen, Siegmar Schneider, Kristina Söderbaum, Ellinor Hamsun, Erik von Loewis, Hanna Burgwitz, Gundel Thormann, Hannjo Hasse, Brigitte Keppler, Heinz Spitzner und Joachim Wedekind; in Stuttgart unter anderem Günter Strack, Dietz-Werner Steck, Tom Witkowski, Hannelore Cremer und Christiane Rücker.
Lilly Ackermann starb im Februar 1976 im Alter von 84 Jahren.

## Ehrungen
- 1968: Verdienstkreuz 1. Klasse der Bundesrepublik Deutschland

## Veröffentlichungen
- Willy Grétor, das Urbild des „Marquis von Keith“. In: Uhu, Band 3, Nummer 6 (März 1927), S. 55–59.[3]

als Übersetzerin:
- Joséphine Baker (mit Marcel Sauvage): Der schwarze Stern Europas. Memoiren. Mit Zeichnungen von Paul Colin. Meyer & Jessen, München 1927. (Später als Taschenbuchausgabe erschienen: Ich tue, was mir paßt. Vom Mississippi zu den Folies Bergère. Fischer-Taschenbuch-Verlag, Frankfurt am Main 1980, ISBN 3-596-22472-1.)
- Abel Hermant: Camilla’s kurze Haare. Komödie in 3 Akten (7 Bildern). Arcadia Verlag, Berlin 1930.